# Heodes sincera
Heodes sincera är en fjärilsart som beskrevs av Schultz 1905. Heodes sincera ingår i släktet Heodes och familjen juvelvingar. Inga underarter finns listade i Catalogue of Life.